# Isak Amundsen
Isak Helstad Amundsen (Brønnøysund, 1999. október 14. –) norvég labdarúgó, a Bodø/Glimt hátvédje.

## Pályafutása
Amundsen a norvégiai Brønnøysund városában született. Az ifjúsági pályafutását a helyi Brønnøysund csapatában kezdte, majd 2018-ban a Bodø/Glimt akadémiájánál folytatta.
2014-ben mutatkozott be a Brønnøysund felnőtt csapatában, ahol 2018-ig összesen 54 mérkőzésen lépett pályára és 12 gólt szerzett. Először a 2020. július 1-jei, Odd elleni mérkőzés 59. percében Marius Lode cseréjeként lépett pályára a Bodø/Glimt színeiben. A 2021-es szezonban kölcsönben szerepelt a Tromsø csapatánál. Amundsen 2021. május 9-én, a Bodø/Glimt ellen debütált. Első gólját 2021. augusztus 29-én, szintén a Bodø/Glimt ellen 3–2-re elvesztett találkozón szerezte.

## Statisztikák
2023. június 11. szerint
| Klub                | Szezon   | Osztály     | Bajnokság | Bajnokság | Kupa  | Kupa | Nemzetközi | Nemzetközi | Összesen | Összesen |
| Klub                | Szezon   | Osztály     | Meccs     | Gól       | Meccs | Gól  | Meccs      | Gól        | Meccs    | Gól      |
| ------------------- | -------- | ----------- | --------- | --------- | ----- | ---- | ---------- | ---------- | -------- | -------- |
| Bodø/Glimt          | 2020     | Eliteserien | 10        | 0         | —     | —    | —          | —          | 10       | 0        |
| Bodø/Glimt          | 2022     | Eliteserien | 14        | 2         | 1     | 2    | 9          | 0          | 24       | 4        |
| Bodø/Glimt          | 2023     | Eliteserien | 6         | 0         | 4     | 1    | 1          | 0          | 11       | 1        |
| Bodø/Glimt          | Összesen | Összesen    | 30        | 2         | 5     | 3    | 10         | 0          | 45       | 5        |
| Tromsø (kölcsönben) | 2021     | Eliteserien | 25        | 1         | 0     | 0    | —          | —          | 25       | 1        |
| Összesen            | Összesen | Összesen    | 55        | 3         | 5     | 3    | 10         | 0          | 70       | 6        |

## Sikerei, díjai
Bodø/Glimt
- Eliteserien
  - Bajnok (1): 2020
  - Ezüstérmes (1): 2022